# Transitions (álbum de Emily Remler)
Transitions es el tercer álbum de estudio de la guitarrista de jazz Emily Remler. En ésta grabación estaba acompañada por John D'earth a la trompeta y el contrabajista Eddie Gomez y el batería Bob Moses en la sección rítmica.
En este trabajo Emily Remler prescinde del acompañamiento del piano que había en sus dos primeros discos. En relación con el formato del grupo elegido para esta grabación, el crítico y músico de jazz Leonard Feather, comenta en el álbum, en palabras de Remler, que "Básicamente este es un trío de guitarra al que se añade una trompeta", lo cual, en ausencia del respaldo del piano hacía recaer en la guitarra la responsabilidad de toda la armonía del acompañamiento, y como también dijo "especialmente en mis propias melodías, que tienen cambios complicados" resaltando que "también tengo que proporcionar los aspectos armónicos de los acompañamientos a los solos."

## Recepción y críticas
Para el crítico de Allmusic Scott Yanow "esta es una de las grabaciones más sólidas de las seis que hizo Emily Remler para el sello Concord", afirmando que "supuso un gran paso adelante, ya que empezó a alejarse realmente de sus primeras influencias de Wes Montgomery y Herb Ellis y a encontrar su propia voz, fuera del trío convencional de piano-contrabajo-batería".
Según escribió Michael J. West en la revista JazzTimes, Transitions "marcó (para Emily Remler) un creciente enfoque en sus propias composiciones y un paso hacia adelante fuera del conservadurismo del bebop".

## Lista de temas
| n.º | Título        | Compositor/es              | Duración |
| --- | ------------- | -------------------------- | -------- |
| 1.  | "Nunca Mais"  | Remler                     | 4:56     |
| 2.  | "Searchin'"   | Duke Ellington-Steve Allen | 6:08     |
| 3.  | "Transitions" | Remler                     | 7:56     |
| 4.  | "Del Sasser"  | Sam Jones                  | 6:44     |
| 5.  | "Coral"       | Keith Jarrett              | 6:07     |
| 6.  | "Ode To Mali" | Remler                     | 4:41     |

## Créditos
- Emily Remler – guitarra eléctrica
- John D'earth – trompeta
- Eddie Gomez – contrabajo
- Bob Moses – batería